# Kronmarkatta
Kronmarkatta (Cercopithecus pogonias) är en primat i släktet markattor som förekommer i centrala Afrika.

## Kännetecken
Artens päls är på ryggen samt sidorna grågrön och på buken gulaktig, fram- och bakfötterna är svarta. Ansiktet har en påfallande färgteckning: regionen kring ögonen är blåaktig, regionen kring munnen rosa och vid kinderna finns ett gult till vitt skägg. Djuret har en vit tofs på huvudet som gav arten sitt namn. En mörk strimma sträcker sig från ögonen till öronen.
Hannar når en kroppslängd mellan 50 och 66 cm och är så större än honor som maximalt når 46 cm längd. Därtill kommer hos båda kön en 50 till 87 cm lång svans. Vikten varierar mellan 2 och 4,5 kg (sällan upp till 6 kg), hannar är tyngre än honor.

## Utbredning och habitat
Kronmarkattans utbredningsområde sträcker sig från sydöstra Nigeria, Kamerun och Ekvatorialguinea (inklusive ön Bioko) över Gabon och Kongo-Brazzaville till västra Kongo-Kinshasa. Arten vistas främst i tropisk regnskog.

## Levnadssätt
Individerna är aktiva på dagen och vistas nästan hela livet på träd högt över marken. Liksom andra markattor bildar de flockar med vanligen 8 till 20 individer. Gruppen utgörs av en dominant hanne, några könsmogna honor och deras ungar. Andra könsmogna hannar bildar ofta ungkarlsgrupper eller ansluter sig till grupper med nära besläktade arter, som svart guereza (Colobus satanas). Varje grupp försvarar sitt revir mot andra flockar.
För kommunikationen har de olika läten, ansiktsuttryck och kroppsspråk. Den dominante hannen har till exempel ett högt varningsläte när främmande individer når reviret.
Kronmarkattan livnär sig främst av frukter och äter dessutom frön, blad och andra växtdelar samt insekter och andra ryggradslösa djur.
Dräktigheten varar i cirka fem månader och sedan föder honan vanligen ett enda ungdjur åt gången. Ungdjuret avvänjs under andra levnadsåret. Könsmognaden infaller för honor efter ungefär 3 år och för hannar efter 6 till 7 år. Enskilda individer blev över 30 år gamla.

## Hot
Kronmarkattans naturliga fiender utgörs av större rovfåglar som kronörn, av leoparder, pytonormar och afrikansk guldkatt. Primaten jagas även av människor för köttets skull och den hotas i viss mån av skogsavverkningar. På grund av det jämförelsevis stora utbredningsområde listas arten av IUCN som livskraftig (least concern).

## Systematik
Kronmarkattan bildar tillsammans med nunnemarkattan (Cercopithecus mona) och några andra markattor den så kallade mona-gruppen inom släktet. Ibland sammanfattas kronmarkattan och Wolfs markatta (Cercopithecus wolfi) till en enda art.